# ماري أندرسون (طبيبة التوليد والنساء)
ماري أندرسون (بالإنجليزية: Mary Anderson)‏ هي طبيبة التوليد والنساء بريطانية، ولدت في 12 فبراير 1932 في Forres ‏ في المملكة المتحدة، وتوفي بنفس المكان في 17 فبراير 2006.